# Enrique Lafuente Ferrari
 Enrique Lafuente Ferrari, né le 23 février 1898 à Madrid et mort le 25 septembre 1985  à Cercedilla, est un historien de l'art espagnol, spécialiste en peinture espagnole, fondamentalement de Vélasquez, de Goya et de Zuloaga.

## Biographie
Il étudie la philosophie et l'histoire et obtient un doctorat en histoire de l 'Université de Madrid. Au cours de son doctorat, il entre en contact avec les historiens de l'art Elías Tormo et Manuel Gómez-Moreno, de qui il est considéré comme disciple ; il reste également en contact avec Claudio Sánchez-Albornoz, Antonio Ballesteros Beretta (es) et José Ortega y Gasset.
Hors d’Espagne, il influence les Allemands Werner Weisbach et Erwin Panofsky.
À partir de 1928, il se rapproche du musée du Prado et du Cabinet d’Estampes de la Bibliothèque nationale d'Espagne.
En 1932, il devient professeur adjoint d'histoire de l'art, puis participe à la croisière en Méditerranée organisée par Manuel García Morente. À partir de 1942, il devient professeur titulaire d'histoire de l'art à l’école supérieure centrale des beaux-Arts de Madrid. Son amitié avec Julian Marias lui offre la possibilité d’enseigner dans plusieurs universités d'Amérique du nord à partir de 1952.
Il devient ensuite professeur de l’Université Complutense puis, à partir de 1948, académicien de l’Académie royale des beaux-arts de San Fernando.
En 1977, il reçoit la Médaille d'or du mérite des beaux-arts par le Ministère de l'Éducation, de la Culture et des Sports.

## Œuvre
- Velázquez. Édition complète (1928)
- La vie et l'œuvre de Fray Juan Ricci (1930)
- Brève histoire de la peinture espagnole (1934 et 1953) rééditions Akal 1987
- La peinture espagnole du XVIIe siècle (1935)
- L'interprétation de la musique baroque (1941)
- Iconographie lusitanienne. Portraits gravés de personnages (1941)
- Les dessins et peintures de Velázquez (1943)
- La vie et l’art de Ignacio Zuloaga (1950, 1972, 1990)
- La fondation et les problèmes de l'histoire de l'art (1951, 1985)
- Bethléem Imaginaire  (1951)
- Goya et la gravure espagnole (1952)
- Le Livre de Santillana (1955, 1981, 1999)
- Goya. Gravures et lithographies. Œuvre complet  (1961)
- De Trajan à Picasso (1962)
- Musée du Prado. Peinture espagnole des XVIIe et XVIIIe siècles  (1964, 1969)
- Velázquez au Musée du Prado (1965)
- Velázquez (1966)
- Velazquez : princes et infants (1969)
- Musée du Prado. La peinture italienne et française (1967)
- Musée du Prado. Du Roman au Greco (1968)
- Goya (1968)
- Goya : les femmes au Prado  (1968)
- Histoire de la peinture espagnole (1971)
- Ortega et les Arts visuels (1971, 1972)
- Un autographe amateur de Lope de Vega (1973)
- Musée du Prado. La peinture nordique (1977)
- Los Caprichos de Goya (1978, 1984)
- Les fresques de San Antonio de la Florida (1979)
- Goya Dessins (1980, 1988);
- Ignacio Zuloaga  (1980)
- Le Monde de Goya dans ses dessins (1980, 1982)
- Las Chroniques des croisés et le royaume latin de Jérusalem (1981)
- La tauromachie de Goya (1981)
- Les lithographies de Goya (1982)
- La Chalcographie royale de Madrid, Goya et ses contemporains" (1984)Juan Carreta Parrondo en est le coauteur.
- Les  désastres de la guerre de Goya (1985)
- Antécédents, coïncidences et influences dans l'art de Goya (1987)
- Sur l'histoire de la gravure espagnole (1989)
- La vie et l’œuvre de Ignacio Zuloaga (1991)
- Le peintre Joaquín Valverde (1994)
- Velázquez et le salut par les circonstances et autres écrits sur l'auteur (1999, 2013)
- Giovanni Battista Piranesi  (2002)